# Втора гражданска война на Сула
Втората гражданска война на Сула през 83 пр.н.е. – 82 пр.н.е. (на латински: Bella Civilia) e междоусобна война в Римската република между поддръжниците на Луций Корнелий Сула и войските на поддръжниците на Гай Марий, обединени от сина му Гай Марий Младши в Италия, Сицилия, Африка. Завършва с победа за Сула и оптиматите. Сула става диктатор на Рим.
Тази война се състои по време на Римските граждански войни през 88 пр.н.е. - 82 пр.н.е. между оптимати и популари.
На страната на оптиматите се бият заедно със Сула военачалниците и комадирите: Марк Лициний Крас, Квинт Цецилий Метел Пий, Гней Помпей, Марк Теренций Варон Лукул.
На страната на популарите се бият заедно с Гай Марий Младши военачалниците и комадирите: Гней Папирий Карбон, Луций Корнелий Цина, Гай Норбан, самнита Понтий Телезин и луканеца Лампоний.